# Granada antitanque No. 74
A bomba adesiva (em inglês:  Sticky bomb), oficialmente Granada de Mão Antitanque nº 74 e comumente conhecida como granada S.T.,  foi uma granada de mão britânica projetada e produzida durante a Segunda Guerra Mundial. A granada era uma das várias armas antitanque ad hoc desenvolvidas para uso pelo Exército Britânico e pela Guarda Nacional após a perda de muitos canhões antitanque na França após a evacuação de Dunquerque.
Perigosa para o usuário, foi abandonada em favor de armas mais seguras e eficientes. Seu explosivo é a nitroglicerina. Seu nome é devido ao uso de um adesivo (daí "sticky", ou "grudento") como cobertura externa, inicialmente usada com graxa e tnt explosivo no manual dos soldados da segunda guerra.